# Manyeo (serie televisiva)
Manyeo (마녀?; lett. "Strega"; titolo internazionale The Witch) è un drama coreano trasmesso su Channel A dal 15 febbraio 2025, basato sull'omonimo webtoon del 2013 di Kang Full.

## Trama
Da quando sua madre è morta dandola alla luce, Park Mi-jung è stata oggetto di pettegolezzi. La sua aura unica e misteriosa attira l'attenzione, ma, siccome tutti i ragazzi che si sono avvicinati a lei si sono feriti o hanno perso la vita, la gente ha iniziato a chiamarla "strega", spingendola infine ad allontanarsi dal mondo: diventata adulta, Mi-jung conduce una vita molto solitaria rinchiusa in un modesto appartamento all'ultimo piano, dal quale lavora come traduttrice d'inglese uscendo solamente di mattina presto quando non c'è in giro nessuno.
Lee Dong-jin ha frequentato le scuole superiori con Mi-jung, restando incuriosito dalla sua vicenda, ma senza mai provare a parlare con lei. Fermamente convinto che non fosse una strega, ha studiato statistica per analizzare il suo caso e, dieci anni dopo, è diventato uno dei data miner più quotati nel settore. Un giorno Dong-jin incontra Mi-jung per caso sulla metropolitana di Seul e, vedendo che attorno a lei continuano ad accadere strani eventi, inizia ad indagare nel suo passato e a seguirla di nascosto per individuare uno schema comune.

## Personaggi e interpreti
- Lee Dong-jin, interpretato da Park Jin-young
- Park Mi-jung, interpretata da Roh Jeong-eui
- Kim Joong-hyuk, interpretato da Im Jae-hyuk
- Heo Eun-sil, interpretata da Jang Hee-ryung
- Madre di Dong-jin, interpretata da Jang Hye-jin
- Park Byeong-jae, interpretato da Ahn Nae-sang
- Seo Da-eun, interpretata da Kwon Han-sol
- Im Ik-jong, interpretato da Joo Jong-hyuk

## Produzione

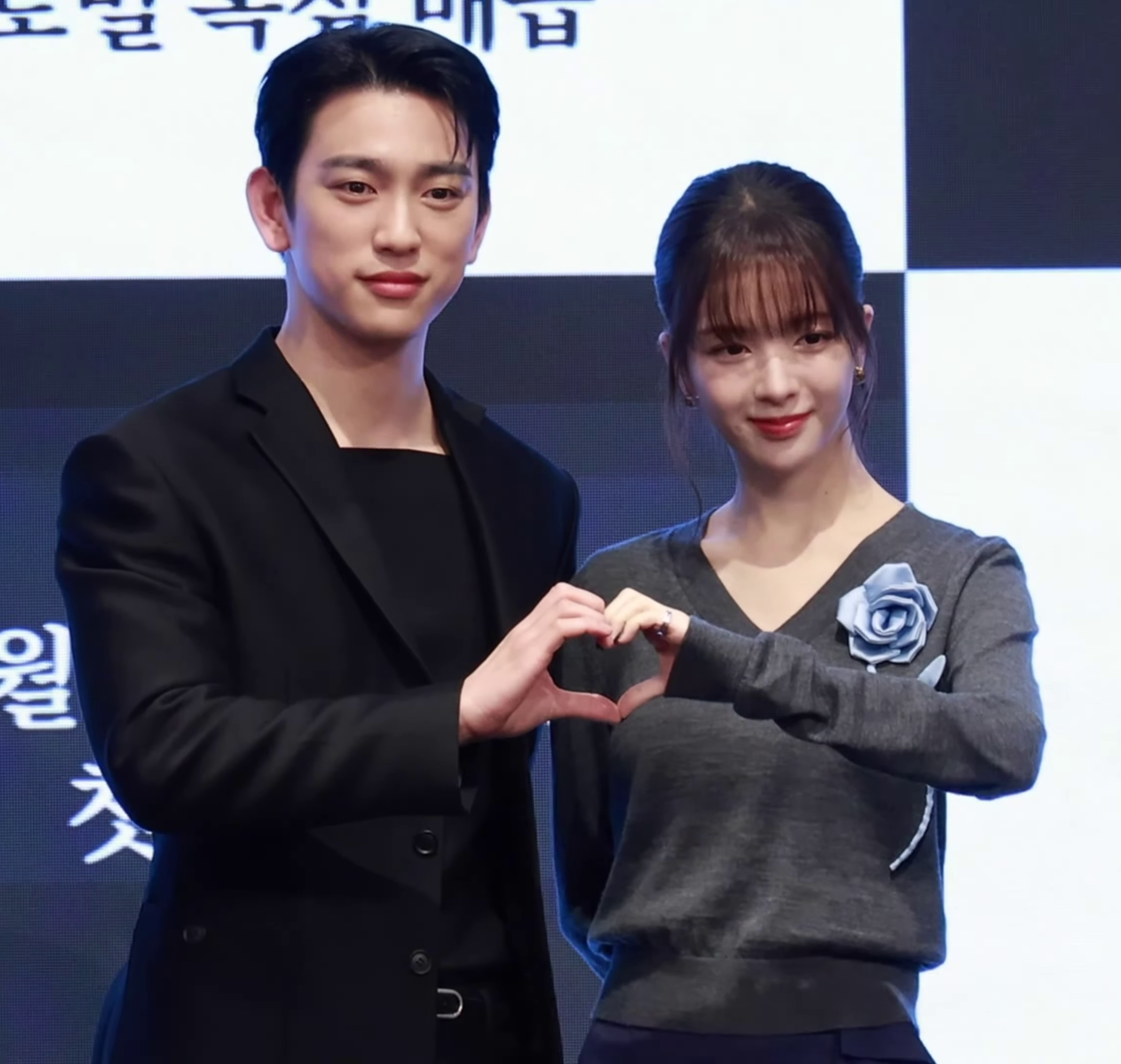
Park Jin-young e Roh Jeong-eui alla conferenza stampa della serie.

Manyeo è diretta da Kim Tae-gyoon, che ha dichiarato di provare una certa affinità con la prospettiva e la visione del mondo delle opere di Kang Full; in particolare, si è interessato a Manyeo perché affronta sia la storia d'amore tra un uomo e una donna, sia importanti questioni sociali, quali il tema della caccia alle streghe e dello stigma sociale creato dai pregiudizi e dall'odio. Avendo dovuto adattare un'opera da trenta capitoli in una serie televisiva da dieci episodi, la sceneggiatura ha cercato di riempire i buchi del webtoon, e metà degli episodi è dedicata alla presentazione dei due protagonisti, delle relazioni interpersonali che li circondano e del motivo per cui Lee Dong-jin ha iniziato a studiare Park Mi-jung; inoltre, la storia è raccontata dalla prospettiva dei due piuttosto che da quella del poliziotto Joong-hyuk.
Il 28 aprile 2022, Sports Chosun ha riferito che Park Jin-young e Roh Jeong-eui avrebbero interpretato i protagonisti. Le riprese della serie sono iniziate ad agosto 2022 e sono terminate a marzo 2023. Il set principale è stato costruito a Chuncheon, mentre parte dell'ultimo episodio è stata girata a Hallstatt, Austria. A gennaio 2025, con la pubblicazione del primo teaser, è stata annunciata la messa in onda su Channel A dal 15 febbraio 2025.

## Colonna sonora
La colonna sonora è prodotta da Vlending Inc.
1. Close My Eyes – Dahye
2. But I Love You (그래도 사랑이라고) – Choi Ingyeong
3. Don't Get Away From Me (멀어지지 마) – Park Jang-hyun

## Accoglienza

### Critica
Sia il pubblico, sia la critica hanno complimentato Park Jin-young e Roh Jeong-eui. Del primo è stata notata la profonda recitazione emotiva, che con sottili cambiamenti di espressione è stata in grado di trasmettere le emozioni di Dong-jin e catturare il suo desiderio di salvare una persona. In particolare, Kim Seo-hyun di 100 News ha scritto "Park Jin-young ha fatto magie nel prendere l'aspetto impacciato e immaturo di Dong-jin e trasformarlo in un personaggio con il quale si riesce a empatizzare". Di Roh è stata messa in luce la capacità di esprimere con delicatezza il lato interiore di Mi-jung e il cambiamento graduale che la porta ad abbandonare l'isolamento.
Manyeo ha ricevuto commenti positivi per il messaggio che ha cercato di trasmettere: nonostante Kang Full non sia stato coinvolto nell'opera, secondo Han Soo-jin la sua sensibilità unica è ben radicata nella serie televisiva, che, tramite un collegamento meticoloso delle scene, arriva al cuore degli spettatori e fa riflettere sul messaggio del pregiudizio sociale. In ultima istanza, l'essenza di Manyeo è "uno specchio che riflette la società che ci ha fatto credere nelle maledizioni; e in quello specchio ci ricorda il valore della considerazione e della tolleranza che abbiamo dimenticato, e il coraggio di una persona per salvarne un'altra". Per Cineplay, "il drama ci fa riflettere sulla facilità con la quale internalizziamo il pregiudizio e prendiamo per verità timori infondati; ma, allo stesso tempo, enfatizza che spezzare quel pregiudizio e andare avanti è anch'esso un potere umano".
Le opinioni sull'esecuzione sono state, invece, contrastanti. Per alcuni la serie è una storia d'amore e mistero ben fatta che racconta di un amore puro che salva, e che descrive il pregiudizio e la solitudine di una donna in modo lirico e affettuoso con sviluppi interessanti privi di cliché; per altri presenta personaggi poco convincenti, di cui una protagonista che è più che altro "un personaggio di sfondo nella propria storia", e una struttura narrativa ripetitiva. A questo proposito, il critico di cultura pop Jung Deok-hyun ha ritenuto che sarebbe stato più appropriato comprimere la storia in sei episodi o in un film da due ore. Lo stile di regia "lento e prolisso" è stato identificato sia come una debolezza, sia come un vantaggio.
Con riguardo al personaggio di Lee Dong-jin, Lakshana N. Palat di Gulf News ha osservato che il suo interesse per Mi-jung sfiorasse l'ossessione, mentre Jung Soo-jin di Biz Hankook ha apprezzato che l'uomo non avesse tentato approcci senza il permesso di Mi-jung, ma notato che i suoi successivi comportamenti per aiutarla fossero molto simili a quelli di uno stalker. Per Jeon Hyo-jin del Dong-A Ilbo la serie ha cercato di ammorbidire il problema, già presente nell'opera originale, e conferirgli un senso di legittimità rendendo i personaggi tridimensionali e aggiungendo persuasività alle loro azioni.

### Pubblico
Il primo episodio di Manyeo ha registrato uno share a livello nazionale del 2,4%, diventando la première di un drama più vista nella storia di Channel A. Nell'area metropolitana di Seul, invece, lo share è stato del 2,6%, con un picco del 3,3%. Gli ascolti hanno raggiunto e superato il 3% per il quarto episodio, toccando il massimo del 3,1% con l'episodio 8. La serie si è infine chiusa con uno share del 2,6%, che è stato considerato deludente rispetto alla performance del drama precedente, Check-in Hanyang, i cui ascolti avevano seguito una curva ascendente terminando con il 4,2%.
Sui servizi di streaming sudcoreani Manyeo ha raggiunto buoni risultati, arrivando ottava nella classifica settimanale del 10–16 febbraio di Netflix e figurando ripetutamente nella top 20 giornaliera dei programmi più visti di Tving. In Asia è stata distribuita dalla piattaforma OTT Viu; nella prima settimana, Manyeo si è classificata seconda tra i programmi più visti in Indonesia e Thailandia, terza in Malaysia, e sesta a Singapore e Hong Kong.